# Едуард Рошманн
Едуард Рошманн (нім. Eduard Roschmann; 25 листопада 1908, Ґрац, Австро-Угорщина — 10 серпня 1977, Асунсьйон, Парагвай) — австрійський нацист, гауптштурмфюрер СС.

## Біографія
Едуард Рошманн народився в родині управителя пивоварнею. Здобув освіту в Ґраці і деякий час працював адвокатом. В 1927-34 роках Рошманн був членом австрофашистської організації «Вітчизняний фронт», після аншлюсу Австрії вступив у НСДАП. У 1939 році вступив в СС. У січні 1941 року він почав роботу в поліції безпеки, зокрема, в РСХА.
З січня 1943 року — комендант Ризького гетто. З серпня 1943 року призначений від поліції безпеки в філію «Стрічка» концтабору Рига-Кайзервальд, комендантом якого був Фріц Шервіц. Через відносно ліберальне ставлення до євреїв, Шервіц вважався ненадійним. Після ліквідації Ризького гетто з 2 листопада і особливо після від'їзду Шервіца у відрядження до Франції в грудні 1943 року Рошман активно почав керувати табором і встановив більш жорсткий режим в «Стрічці».
У жовтні 1944 року, з огляду на наближення лінії фронту до концтабору, його керівництво евакуювалося морем в Данциг. Пізніше він, поряд з іншими членами СС, втік в південну Німеччину, до австрійського кордону, після чого змінив уніформу СС на уніформу вермахту і сховався у старих друзів в Ґраці. Тут він перебував до середини 1945 року, після чого був узятий в полон союзними військами.
У 1947 році Рошманн був випущений на свободу як військовополонений. Його помилкою став візит до дружини в Ґраці, під час якого він був упізнаний колишніми в'язнями табору Рига-Кайзервальд і незабаром заарештований британською військовою поліцією. Однак, під час передачі в військовий табір Дахау йому вдалося втекти через Австрію на територію Італії. В 1948 році отримав новий паспорт на ім'я Федеріко Вегенера за допомогою Червоного Хреста. Під цим ім'ям він успішно емігрував до Аргентини через Геную.
В Аргентині Рошманн налагодив бізнес, пов'язаний з видобутком і торгівлею деревиною. Тут він, не розлучаючись з першою дружиною, вдруге одружився. У 1968 році отримав аргентинське громадянство.
У липні 1977 року на прохання Гамбурзького суду аргентинська влада видала ордер на арешт Рошманна. Йому вдалося втекти в Парагвай, де він помер 10 серпня в Асунсьйоні.

## Нагороди
- Хрест Воєнних заслуг 2-го класу з мечами
- Нагрудний знак «За поранення» в чорному